# Pyralomorpha inscripta
Pyralomorpha inscripta là một loài bướm đêm trong họ Noctuidae.